# Ruta Nacional 242 (Argentina)
A Ruta Nacional 242 (em português Rodovia Nacional 242) é uma rodovia argentina asfaltada, localizada no Departamento Picunches, no oeste da Província de Neuquén. Em seu percurso de 60 km une a Ruta Nacional 40 nas proximidades da localidade de Las Lajas ao Passo de Pino Hachado, a 1864 m de altitude, na fronteira com o Chile, onde continua como Ruta CH-181. Até 2004 este trecho pertencia à Ruta Nacional 22.
Pode-se observar o traçado no mapa, marcado em vermelho.
Esta via forma parte do Eixo do Sul, definido pela IIRSA como um dos três eixos de integração na Argentina.

## Trçado antigo

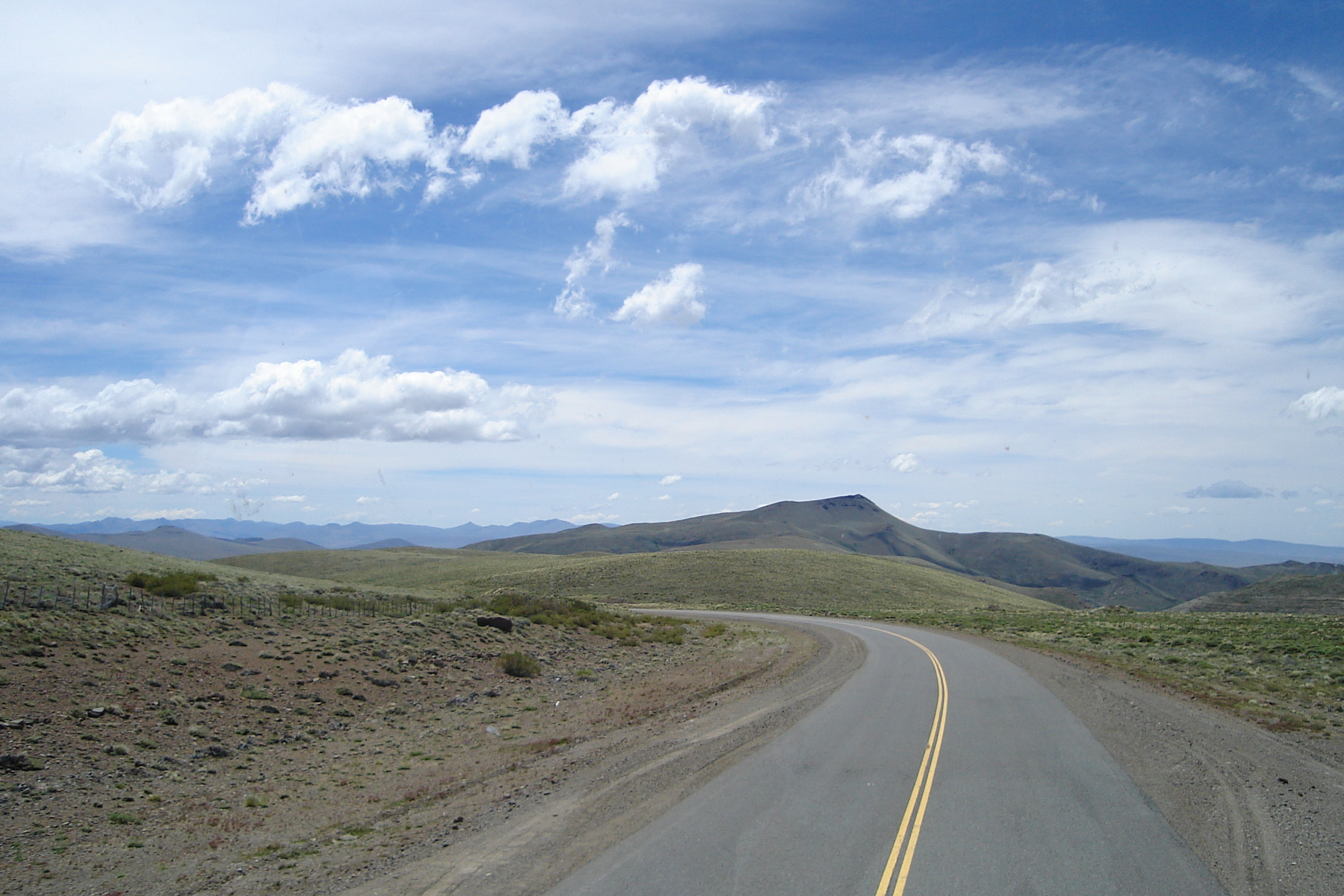
Ruta Nacional 242 nas proximidades do Paso de Pino Hachado, desde o leste.

A Ruta Nacional 242 fazia parte do plano original de rodovias nacionais, de 3 de setembro de 1935, porém com outro traçado. Com 492 km de ripio esta rodovia passava pelas localidades de General Roca, Chasicó, Ingeniero Jacobacci e Ñorquincó na Província de Río Negro.
O traçado encontra-se no mapa na cor verde.
Em 23 de junho de 1969 foi aberta ao trânsito a ponte de concreto armado Paso Córdoba sobre o Río Negro com 534 m de comprimento, sendo a ponte mais longa sobre este rio. A construção desta ponte começou em 1964. Antes da inauguração da ponte havia um serviço de balsas que operava desde finais do ano de 1908.
Mediante o Decreto Nacional 1595 do ano 1979 este trecho passou a jurisdição provincial, sendo alterada a denominação para Ruta Provincial 6.